# جیوسو فیوریتی
جیوسو فیوریتی (انگلیسی: Giosuè Fioriti؛ زادهٔ ۳ مهٔ ۱۹۸۹) بازیکن فوتبال اهل ایتالیا است.